# شعر عربي

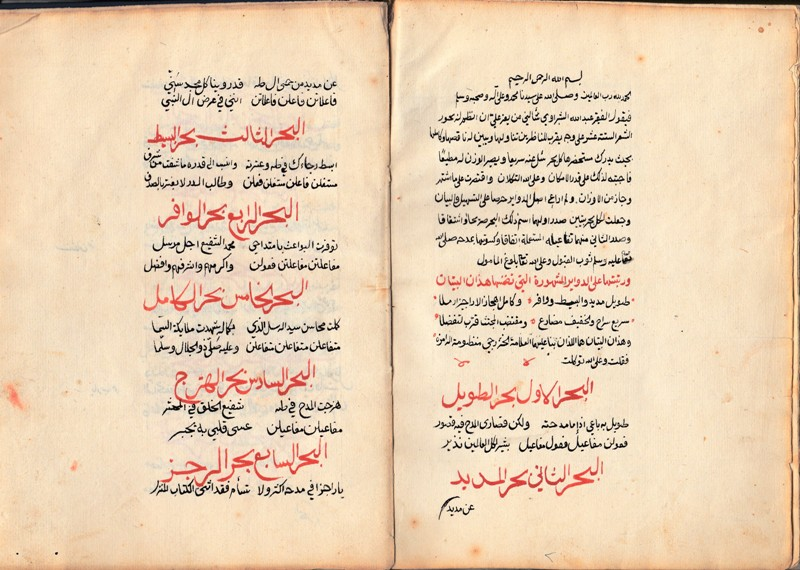
مخطوط في بحور الشعر العربي، من تأليف الشيخ عبد الله الشبراوي وكتبه الشيخ قاسم أفندي المفتي عام 1257هـ، الصفحة 1، 2

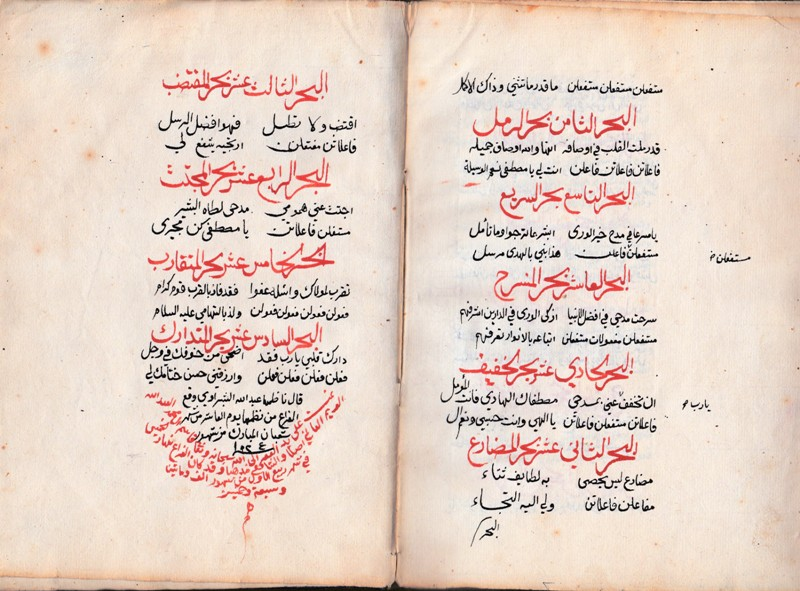
مخطوط في بحور الشعر العربي، من تأليف الشيخ عبد الله الشبراوي وكتبه الشيخ قاسم أفندي المفتي عام 1257هـ، الصفحة 3، 4

الشعر العربي وله تعريفات عدة وتختلف تبعا لزمانها وقديما فقد عرّف الشعر بـ (منظوم القول غلب عليه؛ لشرفه بالوزن والقافية، وإن كان كل علم شعراً)، (ابن منظور: لسان العرب)، وعرّف أيضا بـ (هو: النظم الموزون، وحده ما تركّب تركباً متعاضداً، وكان مقفى موزوناً، مقصوداً به ذلك. فما خلا من هذه القيود أو بعضها فلا يسمى (شعراً) ولا يُسمَّى قائله (شاعراً)، ولهذا ما ورد في الكتاب أو السنة موزوناً، فليس بشعر لعدم القصد والتقفية، وكذلك ما يجري على ألسنة الناس من غير قصد؛ لأنه مأخوذ من (شعرت) إذا فطنت وعلمت، وسمي شاعراً؛ لفطنته وعلمه به، فإذا لم يقصده، فكأنه لم يشعر به"، وعلى هذا فإن الشعر يشترط فيه أربعة أركان، المعنى والوزن والقافية والقصد)(الفيومي)، وقال الجرجاني (إن الشعر علمٌ من علوم العرب يشترك فيه الطبعُ والرّواية والذكاء).
وعرّفه الشريف الجرجاني (في اللغة: العلم، وفي الاصطلاح كلام مقفًى موزون على سبيل القصد، والقيد الأخير يخرج نحو قوله تعالى: «الذي أنقض ظهرك، ورفعنا لك ذكرك» فإنه كلام مقفًى موزون، لكن ليس بشعر، لأن الإتيان به موزوناً ليس على سبيل القصد، والشعر في اصطلاح المنطقيين: قياسٌ مؤلف من المخيلات، والغرض منه انفعال النفس بالترغيب والتنفير، كقولهم: الخمر ياقوتة سيالة، والعسل مرة مهوعة.)(كتاب التعريفات) فالوزن شرط لازم في جميع أنواع الشعر، القديم، وقيل في فضله (فيه الحق والصدق والحكمة وفصل الخطاب، وأنه مجنى ثمر العقول والألباب، ومجتمع فرق الآداب، والذي قيد على الناس المعاني الشريفة، وأفادهم الفوائد الجليلة، وترسل بين الماضي والغابر، ينقل مكارم الأخلاق إلى الولد من الوالد، ويؤدي ودائع الشرف عن الغائب إلى الشاهد، حتى ترى به آثار الماضيين مخلدة في الباقين، وعقول الأولين مردودة في الآخرين، وترى لكل من رام الأدب وابتغى الشرف وطلب محاسن القول والفعل منارا مرفوعا، وعلما منصوبا، وهاديا مرشدا، ومعلما مسددا، وتجد فيه للنائي عن طلب المآثر والزاهد في اكتساب المحامد داعِياً ومُحَرِّضاً، وَلاعِثاً وَمُحَضِّضاً، وَمُذَكِّراً وَمُعَرِّفاً، وَواعِظاً وَمُثَقِّفاً) دلائل الإعجاز، أما القافية فهي لازمة في معظم أنواع الشعر القديم وهي (هي الحرف الأخير من البيت، وقيل: هي الكلمة الأخيرة منه)(كتاب التعريفات)، لكن الشعر الحديث أخذ يقلص من دور القافية الخارجية، فاستعمل الشعر المرسل، أي الشعر دون تقفية خارجية، وإن كان قد سعى، في الواقع، إلى تعويضها بنوع من التقفية الداخلية، التي لايمكن الاستغناء عنها، بالنسبة لأي نوع من أنواع الشعر، وفي أي فترة من فترات الشعر العربي، شعر ما قبل الإسلام ويشير بعضهم إليه بالعصر الجاهلي، أو إسلامي أو أموي أو عباسي أو أندلسي أو حديث.
وكان الشعر العربي، قبل الإسلام، ديوان العرب، وعلمهم الذي لم يكن لهم علم أصح منه. واستمر بعد تلك الحقبة فنا أدبيا بارزا إلا أنه نوفس من قبل العديد من الفنون الأخرى مثل الخطابة والرسائل وغيرها.
ما يميز الشعر العربي أنه قد التزم بالوزن والقافية، في مجمل أنماطه، وفي مختلف أجياله، وإن جاءت بعض المحاولات المعاصرة خالية من الوزن والقافية، مثل قصيدة النثر(ظهر مصطلح قصيدة النثر في الأدب العربي في مجلة شعر سنة 1960 للدلالة على شكل تعبيري جديد انتهت إليه الكثير من الأشكال التجريبية التي جربها جيل النصف الأول من القرن العشرين، كالنثر الشعري والشعر المنثور والشعر الحر. ويعد في مرحلته بمثابة الثورة الأخيرة على عمود الشعر العربي في بعده الإيقاعي خاصة).
كان الشعر في عصر ما قبل الإسلام وسيلة عربية، وكانت العرب تقيم الأفراح إن برز من أبنائها شاعر مبدع، فالشعر عند العرب قديما كان يرفع من شأن قبيلة ويحط من قيمة أخرى. وكان الشعر، في صدر الإسلام، وسيلة من وسائل الدفاع عن رسالة الإسلام ضد مشركي قريش. كما كان الشعر، في عهد بني أمية، وفي عصر العباسيين، وسيلة من وسائل الفرق السياسية والفكرية المتنازعة، قصد تبليغ آرائها، والدفاع عن مبادئها، في مواجهة خصومها.
وهكذا كان للشعر العربي دور بارز في الحياة الأدبية والفكرية والسياسية، والشعر يتطور حسب تطور الشعوب العربية والإسلامية، وحسب علاقاتها بالشعوب الأخرى، من فرس وروم وبربر وغيرها. وبرزت في الشعر فنون جديدة متطورة، من حيث المضمون، ومن حيث الأسلوب واللغة، ومن حيث الأوزان والقوافي، وما إليها، حيث ظهر إلى جانب شعر الوصف، وشعر الأطلال، شعر الغزل العذري، والشعر السياسي، والشعر الصوفي، والشعر الاجتماعي والوطني، وشعر الموشحات، والشعر المعاصر الحديث.

## أغراض الشعر
لم يتفق النقاد العرب على تحديد أغراض الشعر، وسبب اختلاف تقسيمهم هو اختلاف مناهجهم، فمنهم من يختار أقل عدد من الأغراض ثم يفرع عنها، ومنهم من حاول الربط بين الغرض والانفعال النفسي للشاعر، كما حاول بعضهم أن يجد صلة بين أغراض الشعر وأوزانه.
وقد قسم الشاعر أبوتمام ديوان الحماسة إلى عشرة أبواب :
(باب الحماسة - باب المراثي - باب الأدب - باب النسيب - باب الهجاء - باب المديح والأضياف باب الصفات - باب السّيْر والنعاس - باب المُلح - باب مذمة النساء)
ورأى الناقد حازم القرطاجني أن للشعر ثمانية أغراض هي: التهنئة - التأسّي - التأسف - التعزية - التفجيع - المديح - الهجاء - الرثاء
ولابن حجة الحموي قسمة نسبها لبعضهم ترى أن " بيوت الشعر أربعة: فخر ومديح وهجاء ونسيب"

### التفصيل في أغراض الشعر:

#### الفخر:
هو أن يذكر الشاعر محاسن نفسه وقبيلته فيتباهى بها ويعدد المناقب والمكارم.
ومن أشهر أبياته قول عمرو بن كلثوم:
أَبَا هِنْدٍ فَلاَ تَعْجَلْ عَلَيْنَا *** وَأَنْظِرْنَا نُخَبِّرْكَ اليَقِيْنَا
بِأَنَّا نُوْرِدُ الرَّايَاتِ بِيْضاً *** وَنُصْـدِرُهُنَّ حُمْراً قَدْ رُوِيْنَا
وقول السموأل:
وما قَلَّ مَن كانَت بَقاياهُ مِثلَنا *** شَبابٌ تَسامى لِلعُلى وَكُهولُ
وَما ضَرَّنا أَنّا قَليلٌ وَجارُنا *** عَزيزٌ وَجارُ الأَكثَرينَ ذَليلُ
وقول طرفة:
أَنَا الرَّجُلُ الضَّرْبُ الَّذِي تَعْرِفُونَهُ *** خَشاشٌ كَرَأْسِ الحَيَّةِ المُتَوَقِّدِ

#### المديح:
هو أن يثني الشاعر على الشخص بما فيه من صفات حسنة وبما فعل من أفعال البر والخير، والمدح هو عكس الهجاء.
ومن سوائر أبيات المديح بيت زهير:
تراه إذا ما جئته متهللا *** كأنك تعطيه الذي أنت سائله
وقول جرير:
ألستم خير من ركب المطايا *** وأندى العالمين بطون راح
وقول حسان بن ثابت:
يغشون حتى ما تهر كلابهم *** لا يسألون عن السواد المقبل

##### الاعتذاريات
معلقة النابغة هي أحسن مثال وأكمله على شعر الاعتذار، وهو شعر يبدأ الشاعر فيه بالتبرُّأ من التهمة والخيانة، ويظهر الولاء والاتباع، فيقول:
فَلا لَعَمرُ الَّذي مَسَّحتُ كَعبَتَهُ *** وَما هُريقَ عَلى الأَنصابِ مِن جَسَدِ
وَالمُؤمِنِ العائِذاتِ الطَيرِ تَمسَحُها *** رُكبانُ مَكَّةَ بَينَ الغَيلِ وَالسَعَدِ
ما قُلتُ مِن سَيِّئٍ مِمّا أَتَيتَ بِهِ *** إِذاً فَلا رَفَعَت سَوطي إِلَيَّ يَدي
ثم يذكر أنه لا مهرب له ولا منجى من بطش هذا الممدوح، فيقول:
أُنبِئتُ أَنَّ أَبا قابوسَ أَوعَدَني *** وَلا قَرارَ عَلى زَأرٍ مِنَ الأَسَدِ
مَهلاً فِداءٌ لَكَ الأَقوامُ كُلُّهُمُ *** وَما أُثَمَّرُ مِن مالٍ وَمِن وَلَدِ
لا تَقذِفَنّي بِرُكنٍ لا كِفاءَ لَهُ *** وَإِن تَأَثَّفَكَ الأَعداءُ بِالرِفَدِ
ثم يأتي فيها بالمدح ويذكر أفضال المخاطب عليه، (ولذلك أُلحقت الاعتذاريات بالمدح) فيقول :
فَما الفُراتُ إِذا هَبَّ الرِياحُ لَهُ *** تَرمي أَواذِيُّهُ العِبرَينِ بِالزَبَدِ
يَمُدُّهُ كُلُّ وادٍ مُترَعٍ لَجِبٍ *** فيهِ رِكامٌ مِنَ اليَنبوتِ وَالخَضَدِ
يَظَلُ مِن خَوفِهِ المَلّاحُ مُعتَصِماً *** بِالخَيزُرانَةِ بَعدَ الأَينِ وَالنَجَدِ
يَوماً بِأَجوَدَ مِنهُ سَيبَ نافِلَةٍ *** وَلا يَحولُ عَطاءُ اليَومِ دونَ غَدِ

#### الهجاء:
هو تعبير الشاعر عن غضبه وسخطه أو تعييره غيره بما يكره، وكان شعر الهجاء في الجاهلية وصدر الإسلام شديد الوقع والأثر فإنه يضر بالسمعة ويجعل من الرجل والقبيلة هُزُؤةً في القبائل، فربما اتهم الرجل الحسن السيرة فقُبِّح بين الناس وسَفُل، وربما قتل الشاعر نفسه بهجاءه. واتفق النقاد على أن السب والشتم المقذع هو أنزل أنواع الهجاء في الجودة الشعرية وإنما يكون الهجاء العالي بالمعنى الثقيل على نفس المهجو مثل قول جرير:
فغض الطرف إنك من نمير *** فلا كعبا بلغت ولا كلابا
وقول الشاعر:
قوم اذا استنبح الاضياف كلبهم *** قالو لأمهم بولي على النار
وقول الحطيئة:
دع المكارم لا ترحل لبغيتها *** واقعد فإنك أنت الطاعم الكاسي
وقول الشاعر:
لو كان يخفى على الرحمن خافية *** من خلقه خفيت عنه بنو أسد

#### النسيب:
هو ذكر النساء والتشبيب بهن وذكر محاسنهن الجسدية، والغالب في الشعر أن الغزل وذكر الصبا يكون في المطلع، ثم يتمم الشاعر بالتأسي والتصبُّر أو يتخلص إلى غرض اخر كالمدح، ولم يرو في شعر الجاهلية نسيب تفضل فيه المرأة لصفة نفسية خلقية فيها إلا قصيدة الصعلوك الشنفرى:
تَبيتُ بُعَيدَ النَومِ تُهدي غَبوقَها *** لِجارَتِها إِذا الهَدِيَّةُ قَلَّتِ
تَحُلُّ بِمَنجاةٍ مِنَ اللَومِ بَيتَها *** إِذا ما بُيوتٌ بِالمَذَمَّةِ حُلَّتِ
كَأَنَّ لَها في الأَرضِ نِسياً تَقُصُّهُ *** عَلى أَمَّها وَإِن تُكَلَّمكَ تَبلَتِ
أُمَيمَةُ لا يُخزى نَثاها حَليلَها *** إِذا ذُكَرِ النِسوانُ عَفَّت وَجَلَّتِ

##### الشعر العذري
ظهر في العصر الإسلامي نمط جديد في شعر النسيب وهو الشعر العذري، تميز هذا النوع من الشعر بالعفة وعدم التفحش في الغزل وفيه يذكر الشاعر معاناته بعد فراق محبوبته ومن أشهر الشعراء العذريين: جميل بثينة، وكثيِّر عزة، وعروة بن حزام والمؤنسة لجميل بثينة هي أشهر الشعر العذري كله، يقول فيها:
سَقى اللَهُ جاراتٍ لِلَيلى تَباعَدَت *** بِهِنَّ النَوى حَيثُ اِحتَلَلنَ المَطالِيا
وَلَم يُنسِني لَيلى اِفتِقارٌ وَلا غِنىً *** وَلا تَوبَةٌ حَتّى اِحتَضَنتُ السَوارِيا
وَلا نِسوَةٌ صَبِّغنَ كَبداءَ جَلعَداً *** لِتُشبِهَ لَيلى ثُمَّ عَرَّضنَها لِيا
خَليلَيَّ لا وَاللَهِ لا أَملِكُ الَّذي *** قَضى اللَهُ في لَيلى وَلا ما قَضى لِيا
قَضاها لِغَيري وَاِبتَلاني بِحُبِّها *** فَهَلّا بِشَيءٍ غَيرِ لَيلى اِبتَلانِيا

## رواية الشعر ورواته
بسبب عدم شيوع التدوين عند العرب كحال كل الأمم آنذاك لم تدون أشعار الشعراء العرب قبل الإسلام، وإنما كان رواتهم، وهم عادة من ناشئة الشعراء، يتولون مهمة حفظ ذلك الشعر وإشاعته بين الناس. وهؤلاء الرواة الذين هم من ناشئة الشعراء قد قويت قرائحهم بعد ذلك، فأصبحوا أو أصبح بعضهم من الشعراء المشاهير. فقد روت المصادر أن زهيرا ابن أبي سلمى كان راوية لأوس بن حجر، وروى عن زهير ابنه كعب والحطيئة، كما روى شعر الحطيئة هدبة بن خشرم، ثم روى جميل بن معمر شعر هدبة بن خشرم، وروى كثير عزة شِعْرَ جميل وهكذا دواليك.

## الشعر العربي قبل الإسلام
على الرغم من أن معظم الشعر في تلك الحقبة لم يتم الحفاظ عليه، فإن ما تبقى يعتبر من أرقى الشعر العربي المقروء حتى الآن. بالإضافة إلى بلاغتة وقيمتة الفنية، الشعر العربي في عصر ما قبل الإسلام، يشكل مصدرا رئيسيا للغة العربية الفصحى سواء في قواعد اللغة والمفردات، وبوصفه يمثل سجلا تاريخيا موثوقا للحياة السياسية والثقافية في ذلك الوقت.
امرؤ القيس بن حُجر بن الحارث الكندي (520 م - 565 م) كان شاعرا عربيا عاش قبل الإسلاما عالي الطبقة من قبيلة كندة، يُعد رأس شعراء العرب وأعظم شعراء العرب قبل الإسلام يُعرف في كتب التراث العربية باسم «الملك الضليل» و«ذي القروح». إحتل الشعر مكانة هامة في المجتمع العربي قبل الإسلام حيث الشاعر كان يقوم بدور المؤرخ، وبدور العراف والمادح بالكلمات في مدح القبيلة ويسخر من تشويه سمعة القبائل الأخرى ويعتبر ( الهجاء ) وهو بعض أشكال الشعر الأكثر شعبية في وقت مبكر. والشاعر يمثل هيبة القبيلة وأهميتها في شبه الجزيرة العربية، ونشأت معارك وهمية في الشعر أو الزجل التي تمثل بديلا عن الحروب الحقيقية مثل «عكاظ»، وسوق المدينة، بينما مكة سوف تستضيف مهرجان الشعر العادي حيث ستظهر عروضها الحرفية من الشعر كان الشاعر، غالبا مع تلميذ له الذي يلقى الأبيات ويطلق عليه الراوي أو القارئ. وكانت وظيفة الراوي هي حفظ القصائد عن ظهر قلب، ثم يقوم بقراءة الشعر مع تفسيرات وربما في كثير من الأحيان بالزخارف اللفظية. هذا التقليد يسمح للانتقال من هذه الأعمال الشعرية واعتمد الممارسة في وقت لاحق من قبل حفاظ القرآن لتحفيظهم القرآن. في بعض الفترات كانت هناك سلاسل متصلة من الشعراء المشهورين، كل يقوم بتدريب الراوي بٱعتباره شاعرا لتعزيز قدراته الشعرية، على سبيل المثال، طفيل يقوم بتدريب أوس بن حجر الذي درب زهير بن أبي سلمى، وقام زهير بتدريب ابنه كعب بن زهير، وقام كعب بتدريب الحطيئة، الحطيئة درب جميل بثينة وجميل درب كثير عزة.
بين الشعراء الأكثر شهرة في العصر الأدبي قبل الإسلام أمثال امرؤ القيس، السموأل، النابغة الذبياني، طرفة بن العبد، زهير، وعنترة. «كان معروفا بعروة بن الورد، و» شعراء آخرين، مثل آل الشنفرى، أو الشعراء المتشردون، والكثير من أعمالهم إلى تألفت من الهجمات على قسوة الحياة القبلية والثناء حول العزلة. وكان من المفترض أن بعض هذه الهجمات على قيم العشيرة والقبيلة قصد بها السخرية، وإغاظة المستمعين، ومن ثم أخيرا إلى تأييد جمهورا بهدف إعلاء قيمهم المجتمعية وطريقة حياتهم. في حين تم تحديد هؤلاء الشعراء بشكل وثيق مع قبائلهم، والبعض الآخر، مثل الأعشى، وكان معروفا بولعه بالبحث عن عمل لكل من يحتاج الشعر.
الأفضل من هذه القصائد التي جمعت في وقت مبكر من القرن الثامن باسم المعلقات تعني «قصائد معلقة»، وقد اختلف الدارسون حول معنى المعلقة، ومن الآراء الشائعة، أنها كانت معلقة على الكعبة أو جدرانها، بينما قال آخرون لأنها علقت أو تعلق بأذهان الناس، ومفضليات تعني المفضل أو المختار.
يهدف من المعلقات أيضا أن تكون المصدر النهائي للإنتاج في تلك الحقبة مع توافر مثالا واحدا لعمل كل واحد من ما يسمى ب «السبع المعلقات الشهيرة»، على الرغم من أن إصدارات مختلفة تختلف فيها «تلك الشهيرة» التي تم اختيارها.و المفضليات من ناحية أخرى تحوي بالأحرى مجموعة عشوائية.
هناك العديد من الخصائص التي تميز الشعر العربي قبل الإسلام عن الشعر من أوقات لاحقة. واحدة من هذه الخصائص هي التي تركز على المزيد من الاهتمام في ذلك الشعر إلى بلاغة وصياغة الفقرة من القصيدة ككل. وأدى ذلك إلى القصائد التي تتميز بمفردات قوية وأفكارا قصيرة ولكن مع شعر مرتبط ارتباطا فضفاضا. والسمة الثانية هي المقدمة الرومانسية أو الحنين الذي يميز بدايات قصائد ما قبل الإسلام في كثير من الأحيان. في هذه المقدمات، وهي وحدة موضوعية تسمى نسيب، فإن الشاعر يتذكر حبيبته ولها هجر المنزل وأنقاضه. ويشار إلى هذا المفهوم في الشعر العربي باسم المقدمة الطللية، وهي ذكر الوقوف على الأطلال (الوقوف على الأطلال / وقوفه إلى جانب على ما تبقى من آثار منازل ومكان سكنى من يحبهم) لأن الشاعر غالبا ما يبدأ قصيدته بالقول انه يقف على أطلال حبيبته. بل هو نوع من الحنين إلى الماضى والحسرة على ما فات.
بعض اشهر الشعراء العرب فيما قبل الإسلام:
- عدي بن ربيعة الزير أبو ليلى المهلهل
- عنترة بن شداد
- الشنفرى
- امرؤ القيس
- الخنساء
- الأعشى
- زهير بن أبي سلمى
- عمرو بن كلثوم
- الحارث بن حلزة اليشكري
- لبيد بن ربيعة
- طرفة بن العبد
- النابغة الذبياني
- هند بنت عتبة

## مدارس العصر الحديث

### المدرسة الاتباعية
وتعرف باسم مدرسة البعث والإحياء الكلاسيكية.
من أهم روادها: البارودي، أحمد شوقي، أحمد محرم، حافظ إبراهيم، عبد العزيز مصلوح، شفيق جبري، أحمد السقاف مع فروق فردية بين هؤلاء الشعراء تتوقف على ثقافتهم واستعدادهم ومدى حظهم من التجديد.

#### ملامحها
1. تعدد المجالات (السياسي – الاجتماعي – المجال الادبي الوجداني المتعدد والفردي كالرثاء والمدح)
2. ظهور المسرحية الشعرية على يد أحمد شوقي.
3. لا زال القديم والتقليد يغلبان على افكارها.
4. نسق الأفكار مرتب. وحملت كذلك سمات الإقناع الوجداني.
5. ظهور شخصية الشعراء مع اختلاف في مدى ذلك بين شاعر وشاعر.
6. تتميز الصور غالبا في الخيال الجزئي التفسيري الحسي.
7. تعني في تعبيرها بالجزالة ومتانة السبك، والصحة اللغوية مع شيء من الموسيقى الظاهرة المتمثله بالمحسنات دون تكلف.
8. عدم اكتمال الوحدة العضوية في هذه المدرسة فالبيت لايزال يمثل وحده مستقلة في القصيدة.
9. محافظتها التامة على وحدة الوزن والقافية.

### مدرسة الابتداع «الرومانسية»
وهي ثمرة اتصال العرب بالعالم الغربي، وظهرت لتكون تعبيرا صادقا عن الذاتية، والوجدان، والشخصية الفنية المستقله، ورفضها للنهج التقليدي السائد في مدرسة الأحياء الكلاسيكية.
من روادها: خليل مطران، أبو القاسم الشابي، إيليا أبو ماضي، عمر أبو ريشة، فهد العسكر.

#### ملامحها
1. الفرار من الواقع، واللجوء للطبيعة ومناجاتها والتفاعل معها واستشراف عالم مثالي.
2. تمتاز الأفكار لدى شعراءها بالاصالة والتجديد والتحليق في عالم الفلسفة والعمق الوجداني.
3. ظهور ذاتية الشاعر.
4. يجنحون إلى الخيال إلى حد بعيد فالشعر عندهم لغة العاطفة والوجدان والخيال المحلق وخيالهم الجزئي فيه ابداع وطرافه.
5. تمتاز هذه المدرسة بالصور الشعرية الممتدة.
6. التعبير يمتاز بالظلال والإيحاء ولفظه حيه نابضه فيها رقه وعذوبه، كما يبدو التساهل اللغوي عند بعض شعراءهم وبخاصة شعراء المهجر.
7. الوحدة العضوية بارزة في القصيدة، حيث تسود وحدة المقطع لا وحدة البيت ووحدة الجو النفسي للقصيدة متناسقة مع مواقفها.
8. لا يلتزم كثير من شعراءها بوحدة الوزن والقافية، فقد تتنوع القافية بتنوع المقاطع وقد يلتزمون بنوع التفعيلة دون الالتزام بوحدة عددها.

### مدرسة الشعر الجديد (الواقعية)
[إخفاق التحقق]
وهي طريقة من التعبير عن نفسية الإنسان المعاصر، وقضاياه، ونزوعاته، وطموحه، وآماله، وقد ظهرت لعوامل متعدده منها الرد على المدرسة الابتداعية «الرومانسية» الممعنه في الهروب من الواقع إلى الطبيعة وإلى عوالم مثالية.من روادها: صلاح عبد الصبور، أحمد عبد المعطي حجازي، محمد الفيتوري، أدونيس، بدر شاكر السياب ومن منتسبي هذه المدرسة مهنا أبو غنيمة.

#### ملامحها
1. الإنسان فيها جوهر التجربة، والإنسان بمعاناته وحياته اليومية وقضاياه النفسية والاجتماعية والسياسية.
2. الجنوح إلى الأسطورة، والرمز، والتراث الشعبي، والإشارات التاريخية.
3. تأثره بروافد مسيحية وصوفية ووثنيه وابتداعية «رومانسية».
4. تعرية الزيف الاجتماعي والثورة على التخلف.
5. الوحدة العضوية مكتملة، فالقصيدة بناء شعوري متكامل يبدأ من نقطه بعينها ثم يأخذ بالنمو العضوي حتى يكتمل.
6. قد يسير على وتيرة واحدة في الوزن والقافية، أو على نظام المقطوعات وشعر التفعيلة، أو قد لايسير على أي نمط محدد.
7. ينقسم لقسمين:
  1. شعر واضح: يتحدث فيه الشاعر ببساطه وعفوية ولغة تقترب من للغة التخاطب اليومي.
  2. شعر سريالي«غير واضح»: ويتميز بالغموض، والإغراق بالإبهام والرمز والأسطورة ويستعصي الكثير منه على التحليل والتقويم والنقد بمقاييسنا المألوفه[7]